# (4655) Marjoriika
(4655) Marjoriika es un asteroide perteneciente al cinturón de asteroides, descubierto el 1 de septiembre de 1978 por Nikolái Stepánovich Chernyj desde el Observatorio Astrofísico de Crimea (República de Crimea).

## Designación y nombre
Designado provisionalmente como 1978 RS. Fue nombrado Marjoriika en honor al especialista en literatura y lengua rusa Marjo Riika Kuusela.